# John Phillips (pirata)
John Phillips (morto em 18 de abril de 1724) foi um capitão pirata inglês.
Iniciou a carreira em 1721 sob o comando de Thomas Anstis e roubou seu próprio navio pirata em 1723.
Morreu em um ataque surpresa de seus próprios prisioneiros. É conhecido pelo código de conduta do seu navio - o "Revenge" (vingança) -, um dos únicos conjuntos completos de código dos piratas a sobreviver a Era de Ouro da Pirataria.